# Клаванс ан От Оазан
Клаванс ан От Оазан (фр. Clavans-en-Haut-Oisans) насеље је и општина у источној Француској у региону Рона-Алпи, у департману Изер која припада префектури Гренобл.
По подацима из 2011. године у општини је живело 111 становника, а густина насељености је износила 6,94 становника/km². Општина се простире на површини од 16 km². Налази се на средњој надморској висини од 1 394 метара (максималној 3.464 m, а минималној 1.024 m).

## Демографија
| 1962. | 1968. | 1975. | 1982. | 1990. | 1999. | 2011. |
| ----- | ----- | ----- | ----- | ----- | ----- | ----- |
| 105   | 80    | 68    | 66    | 88    | 83    | 111   |

График промене броја становника у току последњих година